# Contaminació industrial del carbó
L'impacte ambiental de la indústria del carbó inclou la consideració de qüestions com ara l'ús del sòl, la gestió dels residus, la contaminació de l'aire i l'aigua causada per la mineria del carbó, i la transformació i la utilització dels seus productes. A més de la contaminació atmosfèrica, la crema de carbó produeix centenars de milions de tones de residus sòlids a l'any, inclosos cendres volants, cendres presents a la llar, i gasos de combustió de fangs de dessulfuració, que contenen mercuri, urani, tori, arsènic i altres metalls pesants.

## Emissions a l'atmosfera
La crema del carbó i dels residus de carbó (incloent-hi cendres i escòria) allibera aproximadament 20 productes químics tòxics, incloent-hi arsènic, plom, mercuri, níquel, vanadi, beril·li, cadmi, bari, crom, coure, molibdè, zinc, seleni i radi, que són perillosos si s'alliberen en el medi ambient. Encara que aquestes substàncies són traces d'impureses, es crema prou carbó en quantitats significatives per alliberar quantitats significatives d'aquests productes.
Durant la combustió, la reacció entre el carbó i l'aire produeix òxids de carboni, incloent-hi el diòxid de carboni (CO₂ (un important gas amb efecte d'hivernacle)), òxids de sofre (principalment diòxid de sofre) (SO₂), i diversos òxids de nitrogen (NOx). A causa dels components hidrogenats i nitrogenats de carbó, hidrurs i nitrurs de carboni i sofre també es produeixen durant la combustió de carbó en l'aire. Aquests inclouen cianur d'hidrogen (HCN), el nitrat de sofre (SNO₃) i altres substàncies tòxiques.
Més tard, la pluja àcida pot originar-se quan el diòxid de sofre produït per la combustió de carbó reacciona amb l'oxigen formant triòxid de sofre (SO₃); aquest reacciona amb les molècules d'aigua en l'atmosfera per formar àcid sulfúric. L'àcid sulfúric (H₂SO₄) torna a la terra com pluja àcida.
No obstant això, hi ha una altra forma de pluja àcida causada per les emissions de diòxid de carboni d'una planta de carbó. Quan s'alliberen a l'atmosfera, les molècules de diòxid de carboni reaccionen amb les molècules d'aigua, per produir lentament àcid carbònic (H₂CO₃). Aquest, tornarà a la terra com una substància corrosiva.
Els incendis ocorren de vegades en jaciments de carbó subterranis. Quan les capes de carbó estan exposades, el risc d'incendi és major. El carbó humitejat també pot augmentar la temperatura del sòl si es deixa sobre la superfície. Gairebé tots els incendis en carbó sòlid són iniciats per incendis superficials causats per persones o rajos. La combustió espontània es produeix quan el carbó s'oxida i el flux d'aire no és suficient per dissipar la calor. Quan els focs de carbó es produeixen, hi ha contaminació de l'aire degut a l'emissió de fums i gasos nocius a l'atmosfera. Els incendis de carbó subterranis poden cremar durant dècades, amenaçant amb la destrucció de boscos, cases, carreteres i infraestructures valuoses. L'incendi d'aquest tipus més famós va ser el que va provocar l'evacuació permanent de Centralia, Pennsylvania, als Estats Units.

## Emissions de mercuri
Les emissions de mercuri provocades per la crema de carbó es concentren a mesura que s'obren camí en la cadena alimentària i els convertim a metilmercuri, un compost tòxic que danya la fauna i les persones que consumeixen peixos d'aigua dolça. La crema de carbó és una font clau de la presència de metilmercuri en el medi ambient. "Les plantes d'energia... són les responsables d'una meitat de les... emissions de mercuri als Estats Units".
A l'estat de Nova York arriba mercuri transportat pels vents des de les centrals elèctriques de carbó de la regió central. Aquest mercuri contamina les aigües de les Muntanyes Catskill. El mercuri és consumit pels cucs, que són menjats pels peixos, que són menjats per aus. A partir de 2008, els nivells de mercuri en aus a la zona havia assolit nivells molt alts. "Les persones estan exposades al metilmercuri gairebé íntegrament pel consum de peix contaminat i fauna que es troben a la part superior de la cadena alimentària aquàtica."

## Augment de morts anual
El 2008 l'Organització Mundial de la Salut (OMS) i altres organitzacions van estimar que la crema de carbó produeix un milió de morts al llarg del món, que és aproximadament una tercera part del total de morts atribuïbles a la contaminació atmosfèrica.
Els pol·luents emesos en cremar carbó inclou PM2,5 i ozó. Cada any, la crema de carbó, sense l'ús de la tecnologia disponible de control de contaminació causa milers de morts prevenibles als Estats Units. Un estudi encarregat per l'associació d'infermeres de Maryland el 2006 va trobar que les emissions de només sis plantes de carbó de llenya de Maryland ha causat 700 morts l'any a tot el país, incloent-hi 100 a Maryland.